# Joseph Benoit de Mazière
Pour les articles homonymes, voir Mazière.
Joseph Benoît de Mazière, né le 12 novembre 1749 à Leisele, et mort le 21 mai 1824 à Dixmude, est un hébraïsant, professeur au Collegium Trilingue de l’université de Louvain.

## Biographie
Après avoir étudié la théologie au collège Adrien-VI, il y devint lecteur. En 1782, il devint président de collège Divaeus, mais succéda alors à Deckers comme professeur d’hébreu au collège des Trois langues, fonction qu’il remplit jusqu’en 1786.
C’est à cette date qu’il entra comme professeur de théologie dogmatique dans le nouveau séminaire général fondé par l’empereur Joseph II.
En mars 1788, il donna le même enseignement dans la chaire de théologie dogmatique de la faculté de théologie de l’université de Louvain remise sur pied par le gouvernement impérial sous le rectorat de Jean-Guillaume Van Leempoel.
Il faisait partie du groupe de professeurs favorables aux idées réformatrices de Joseph II lorsqu’éclata la révolution brabançonne. Durant ces brefs moments d’indépendance nationale, l’université le démit de toutes ses fonctions. De Mazière abandonna dès lors l’enseignement et quitta à jamais Louvain. Il fut nommé en novembre 1791 prévôt du chapitre de Saint-Vincent de Soignies. Il devint en 1803 curé de Dixmude, ville où il mourut en 1824.